# Anapausa longipennis
Anapausa longipennis là một loài bọ cánh cứng trong họ Cerambycidae.